# 斯坦福美国国际学校
斯坦福美国国际学校 ( 英語： Stamford American International School(SAIS))位于新加坡实龙岗(Serangoon),是新加坡第一所,也是唯一一所同时开办美国教育课程 (AP) 与国际文凭课程（IBDP）的国际学校,並为2個月-18岁的学生提供教育课程。Cognita国际教育集团目前在全世界拥有超过60多所学,斯坦福美国国际学校便是其中之一。

## 学前教育村
位于Lorong Chuan地铁站附近的学前教育村是為2個月至6歳的学生而設的。